# Анте Аралица
Анте Аралица е хърватски футболист, който играе в Локомотив София.

## Кариера
Аралица започва кариерата си във Лучко и прави своя старши дебют през август 2014 г., на 18-годишна възраст. В първия си сезон той вкарва шест пъти в 24 участия в Хърватската Втора футболна лига.
През 2015 г. играе в Първа хърватска футболна лига за отбора на Локомотива. От 2015 г. до 2017 г., играе под наем в отборите Лучко, Сесвет и Рудеш. От януари 2018 г. до 2020 г. играе в Локомотив (Пловдив). През 2021 г., той подписва с албанския Влазния Шкодра.

## Успехи

### Отбор
Локомотив Пловдив
- Купа на България (2): 2018/19, 2019/20
- Суперкупа на България (1): 2020